# ما بر آن غلبه می‌کنیم
"ما بر آن غلبه می‌کنیم" (به انگلیسی: We Shall Overcome) یک موسیقی گاسپل است که ترانه اعتراضی و دارای نقشی کلیدی به عنوان سرود جمعی جنبش حقوق مدنی بوده‌است. این ترانه برای اولین بار در سال ۱۹۰۰ توسط چارلز آلبرت تاندلی منتشر شد.